# Rinaldo Capello
Rinaldo „Dindo” Capello (ur. 17 czerwca 1964 w Asti) – włoski kierowca wyścigowy.

## Kariera
Capello rozpoczął karierę w międzynarodowych wyścigach samochodowych w 1985 roku od startów we  Włoskiej Formule 3, gdzie raz stanął na podium. Z dorobkiem sześciu punktów został sklasyfikowany na trzynastej pozycji w klasyfikacji generalnej. W późniejszych latach Włoch pojawiał się także w stawce Grand Prix Monako Formuły 3, Italian Touring Car Championship, Niemieckiego Pucharu Porsche Carrera, Italian Super Touring Car Championship, Porsche Supercup, Super Tourenwagen Cup, FIA Touring Car World Cup, Deutsche Tourenwagen Cup, 24-godzinnego wyścigu Le Mans, American Le Mans Series, FIA GT Championship, Le Mans Endurance Series, Deutsche Tourenwagen Masters, Superstars Championship Italy, Italian GT Championship, Le Mans Series, Campionato Italiano Gran Turismo, Intercontinental Le Mans Cup oraz FIA World Endurance Championship.

## Wyniki w 24h Le Mans
| Rok  | Zespół                             | Partnerzy                          | Samochód                | Klasa  | Okr. | Poz. | Klasa Pos. |
| ---- | ---------------------------------- | ---------------------------------- | ----------------------- | ------ | ---- | ---- | ---------- |
| 1998 | Gulf Team Davidoff GTC Competition | Thomas Bscher Emanuele Pirro       | McLaren F1 GTR          | GT1    | 228  | NU   | NU         |
| 1999 | Audi Sport Team Joest              | Michele Alboreto Laurent Aïello    | Audi R8R                | LMP    | 346  | 4    | 3          |
| 2000 | Audi Sport Team Joest              | Christian Abt Michele Alboreto     | Audi R8                 | LMP900 | 365  | 3    | 3          |
| 2001 | Audi Sport North America           | Laurent Aïello Christian Pescatori | Audi R8                 | LMP900 | 320  | 2    | 2          |
| 2002 | Audi Sport North America           | Johnny Herbert Christian Pescatori | Audi R8                 | LMP900 | 374  | 2    | 2          |
| 2003 | Team Bentley                       | Tom Kristensen Guy Smith           | Bentley Speed 8         | LMGTP  | 377  | 1    | 1          |
| 2004 | Audi Sport Japan Team Goh          | Seiji Ara Tom Kristensen           | Audi R8                 | LMP1   | 379  | 1    | 1          |
| 2006 | Audi Sport Team Joest              | Tom Kristensen Allan McNish        | Audi R10 TDI            | LMP1   | 367  | 3    | 3          |
| 2007 | Audi Sport North America           | Tom Kristensen Allan McNish        | Audi R10 TDI            | LMP1   | 262  | NU   | NU         |
| 2008 | Audi Sport North America           | Tom Kristensen Allan McNish        | Audi R10 TDI            | LMP1   | 381  | 1    | 1          |
| 2009 | Audi Sport Team Joest              | Tom Kristensen Allan McNish        | Audi R15 TDI            | LMP1   | 376  | 3    | 3          |
| 2010 | Audi Sport Team Joest              | Tom Kristensen Allan McNish        | Audi R15 TDI plus       | LMP1   | 394  | 3    | 3          |
| 2011 | Audi Sport North America           | Tom Kristensen Allan McNish        | Audi R18 TDI            | LMP1   | 14   | NU   | NU         |
| 2012 | Audi Sport Team Joest              | Allan McNish Tom Kristensen        | Audi R18 e-tron quattro | LMP1   | 377  | 2    | 2          |